# Харклёва (гмина Сколышин)
Харклёва (пол. Harklowa) — село в Польше, находящееся на территории гмины Сколышин Ясленского повята Подкарпатского воеводства.

## География
Село находится на юге от дороги Ясло — Беч в 4 км от села Сколышин, в 10 км от Ясло и в 59 км от Жешува. На востоке Харклёва граничит с селом Особница, на западе — с сёлами Глембока и Кунова. На юге от села находится пагочинские леса и на севере село ограничивается рекой Ропа, на берегу которой находится село Пуста-Воля.

## Транспорт
Село связано автобусным сообщением с городами Ясло и Беч.

## История
Первоначально село называлось Хартлёва-Воля и было основано польским королём Казимиром Великим в первой половине XIV века. Своим указом от 13 мая 1365 года Казимир Великий учредил солецтво в деревне Хартлёва-Воля. Чтобы стать единоличным собственником села, Казимир Великий отменил на территории солецтва польское право и передал его германскому праву.
Польский хронист Ян Длугош писал о Харклёве в своём сочинении «Liber Beneficiorum», что в нём были приходская церковь и мельница с большим полем, за которую крестьяне платили аренду канонику церкви святого Флориана в Кракове.
В XIX веке в окрестностях села находились нефтедобывающие предприятия.

## Достопримечательности
- В окрестностях села находятся воинское кладбище времён Первой мировой войны;
- Католическая церковь святой Дороты.